# Маркін Володимир Іванович
Володимир Іванович Маркін (23 листопада 1956, Челябінськ, — 12 жовтня 2021, Москва) — російський юрист. Перший заступник генерального директора ПАТ «Русгідро» з 12 жовтня 2016 року.
Керівник управління взаємодії із засобами масової інформації Слідчого комітету Російської Федерації
(2007 — 2016). Державний радник юстиції 3 класу. Генерал-майор юстиції.

## Життєпис
Народився 1956 року в Челябінську.
- 1985 — закінчив факультет журналістики МДУ ім. Ломоносова[4].
- 1985—1986 — кореспондент газети «Вечірній Челябінськ»
- 1986 — переїхав до Москви, більше п'яти років вів на Всесоюзному радіо програми «Час, події, люди» і «Людина і закон».
- 1991 — перейшов на Центральне телебачення СРСР, протягом шести років був автором і ведучим телепрограм, у тому числі ток-шоу «Кар'єра».
- 1997—2000 — працював у громадських та державних структурах: виконував обов'язки директора зі зв'язків з громадськістю міжнародного фонду «Реформа», був першим заступником міністра друку та інформації Московської області.
- 2001 — повернувся на телебачення як продюсер. Спочатку продюсував інформаційне мовлення НТВ, потім — на телеканалі «Росія».
- 2004—2007 — директор зі зв'язків з громадськістю Фонду інтелектуальних технологій (Росія).
- 13 вересня 2007 — керівник Управління взаємодії зі ЗМІ Слідчого комітету при прокуратурі РФ.
- З січня 2011 за 6 жовтня 2016 — керівник Управління взаємодії зі ЗМІ Слідчого комітету РФ[5].
- 21 вересня 2016 року подав рапорт на звільнення з посади керівника управління взаємодії із засобами масової інформації СК Росії за власним бажанням[6].
- 6 жовтня 2016 року Президент Росії прийняв відставку Маркіна[7]. Звільнення було ініційовано самим Маркіним, після чого Олександр Бастрикін включив його до складу Громадської ради при СК Росії[8]
- 12 жовтня 2016 року став першим заступником генерального директора ПАТ «Русгідро». Керівник комітету РФС з безпеки і роботи з уболівальниками.
- Помер у Москві 12 жовтня 2021 року після тривалої хвороби[9].

### Освіта
- 1985 — факультет журналістики МДУ.
- 2009 — заочно закінчив юридичний факультет Інституту економіки та культури (Москва) за спеціальністю юриспруденція.
- 2011 — генеральною прокуратурою були виявлені факти численних порушень в цьому інституті. Рособрнагляд позбавив навчальний заклад ліцензії на 6 місяців і анулював диплом Маркіна 9 вересня 2011.
- За підсумками перевірки 28 грудня 2011 Рособрнадзор відновив ліцензії Інституту економіки і культури, а диплом Маркіна був визнаний легітимним[10].

### Коментар
2 вересня 2015 року прокоментував повідомлення Державного Департаменту США щодо вимоги звільнити українку Надію Савченко, яку було обвинувачено в Росії у причетності до загибелі журналістів ВГТРК, а саме: "Як вони збираються це робити: спецназ пришлють, або суд будуть шантажувати? Розсмішили… ".